# Acynonapyr
Acynonapyr ist ein neuartiges Akarizid, das 2017 von der japanischen Firma Nippon Soda Co., Ltd. unter dem Entwicklungscode NA-89 entwickelt wurde. Es gehört zur chemischen Klasse der Pyridyloxy-Azabicycloverbindungen und stellt das erste kommerzielle Agrochemikalie mit einem Azabicyclo[3.3.1]nonan-Grundgerüst dar.

## Wirkungsweise
Acynonapyr wirkt als Calcium-aktivierter Kaliumkanal-Modulator (KCa2-Modulator). Es blockiert die Kaliumkanäle in den Nervenzellen von Spinnmilben, was zu neurologischen Symptomen wie Krämpfen, eingeschränkter Mobilität und schließlich zum Tod führt.
Das Insecticide Resistance Action Committee (IRAC) klassifizierte Acynonapyr 2021 als Mitglied einer neuen Wirkstoffgruppe (Gruppe 33) aufgrund seines neuartigen Wirkmechanismus. Dies macht es zum ersten landwirtschaftlichen Wirkstoff, der spezifisch auf Calcium-aktivierte Kaliumkanäle abzielt.

## Zielorganismen und Anwendung
Acynonapyr zeigt hohe Aktivität gegen Spinnmilben der Gattungen Tetranychus und Panonychus, insbesondere gegen:
- Tetranychus urticae
- Panonychus citri
- Panonychus ulmi

Die Wirkung erstreckt sich auf alle Entwicklungsstadien der Milben, einschließlich Eier, Larven, Nymphen und adulte Tiere. Das Mittel wird hauptsächlich beim Anbau von Gemüse, Tee, Zitrusfrüchten, Schnittblumen, Mandeln, Kernobst und Hopfen eingesetzt.

## Toxikologie und Sicherheit
Acynonapyr weist eine geringe Säugetiertoxizität auf. Bei Ratten liegt die akute orale LD50 bei >2000 mg/kg und die akute dermale LD50 ebenfalls bei >2000 mg/kg. Für Fische ist der Wirkstoff toxisch, weshalb entsprechende Vorsichtsmaßnahmen bei der Anwendung zu beachten sind. In einer zweijährigen kombinierten Studie zur chronischen Toxizität/Karzinogenität wurde bei männlichen Ratten eine erhöhte Inzidenz von Hämangiomen in den Mesenteriallymphknoten und follikulären Zelladenomen der Schilddrüse beobachtet. In einer Karzinogenitätsstudie wurde bei männlichen Mäusen eine erhöhte Inzidenz von malignen Lymphomen im lymphhämatopoetischen System beobachtet.

## Marktstatus
Acynonapyr wurde 2020 in Japan und Korea unter dem Handelsnamen Cynazet™ eingeführt. In den USA ist es bei der EPA registriert, während es in der EU (noch) nicht zugelassen ist.